# SmPt
SmPt是一种二元金属间化合物，可以以晶体形式存在。它可由铂和钐共熔得到：
{\displaystyle {\mathsf {Pt+Sm\ {\xrightarrow {1810^{o}C}}\ SmPt}}}
它是斜方晶系晶体，空间群Pnma，晶胞参数a = 7.148 Å，b = 4.510 Å，c = 5.638 Å，Z = 4，具有一硼化铁（FeB）结构。
它在约1810 °C一致共熔。